# Leo Koopman
Leo Koopman (Raalte, 2 juli 1935 – aldaar, 20 augustus 2019) was een Nederlands voetballer die van 1957 tot 1966 onder contract stond bij PEC. Hij speelde als aanvaller. Met 129 competitiedoelpunten is hij topscorer aller tijden van de Zwolse club. Hij overleed op 20 augustus 2019 in zijn geboorteplaats Raalte.

## Carrièrestatistieken
| Seizoen         | Club            | Land            | Competitie       | Competitie | Competitie | Beker | Beker | Internationaal | Internationaal | Overig | Overig | Totaal | Totaal |
| Seizoen         | Club            | Land            | Competitie       | Wed.       | Dlp.       | Wed.  | Dlp.  | Wed.           | Dlp.           | Wed.   | Dlp.   | Wed.   | Dlp.   |
| --------------- | --------------- | --------------- | ---------------- | ---------- | ---------- | ----- | ----- | -------------- | -------------- | ------ | ------ | ------ | ------ |
| 1957/58         | PEC             | Nederland       | Tweede divisie B | –          | 13         | 1     | 0     | 0              | 0              | 0      | 0      | –      | 13     |
| 1958/59         | PEC             | Nederland       | Tweede divisie B | –          | 17         | 2     | 2     | 0              | 0              | 0      | 0      | –      | 19     |
| 1959/60         | PEC             | Nederland       | Tweede divisie B | –          | 12         | –     | –     | 0              | 0              | 0      | 0      | –      | 12     |
| 1960/61         | PEC             | Nederland       | Tweede divisie A | –          | 20         | –     | 6     | 0              | 0              | 0      | 0      | –      | 26     |
| 1961/62         | PEC             | Nederland       | Tweede divisie A | –          | 15         | –     | 1     | 0              | 0              | 0      | 0      | –      | 16     |
| 1962/63         | PEC             | Nederland       | Tweede divisie B | –          | 7          | –     | 0     | 0              | 0              | 0      | 0      | –      | 7      |
| 1963/64         | PEC             | Nederland       | Tweede divisie A | –          | 19         | 1     | 0     | 0              | 0              | 0      | 0      | –      | 19     |
| 1964/65         | PEC             | Nederland       | Tweede divisie A | –          | 14         | –     | 0     | 0              | 0              | 0      | 0      | –      | 14     |
| 1965/66         | PEC             | Nederland       | Tweede divisie A | –          | 11         | –     | 1     | 0              | 0              | 0      | 0      | –      | 12     |
| Carrière totaal | Carrière totaal | Carrière totaal | Carrière totaal  | –          | 128        | –     | 10    | 0              | 0              | 0      | 0      | –      | 138    |